# Даг Гатчісон
Даг Ентоні Гатчісон (англ. Doug Anthony Hutchison; нар. 26 травня 1960, Довер, Делавер, США) — американський актор, знаний за характерними ролями в кіно та на телебаченні, часто грав неспокійних персонажів й антагоністів. Номінований на премію «Супутник» за роль офіцера-садиста Персі Ветмора в екранізації 1999 року роману Стівена Кінга «Зелена миля».
Серед інших його відомих ролей у кіно — Обі Джеймсон у «Шоколадній війні» (1988), Спроулз у «Свіжих конях» (1988), Піт Віллард у «Час вбивати» (1996) і Луні Бін Джим у фільмі «Каратель: Територія війни» (2008) за коміксами Marvel. На телебаченні Гатчісон зіграв незабутню роль Юджина Віктора Тумса в «Секретних матеріалах» (1993, 1994) і повторювану роль Горація Гудспіда у «Загублених» (2007—2009).
2011 року, у 51 рік, одружився з 16-річною моделлю Кортні Стодден, за що зазнав критики. 2021 року після розлучення Стодден звинуватила Гатчісона у грумінгу, що він заперечує.

## Ранні роки
Народився 26 травня 1960 року в Довері, штат Делавер. Навчався в школі в Медісон-Гайтс, і 1978 року закінчив школу в Епл-Веллі. Вищу освіту здобув в Університет Міннесоти і навчався в Джульярдській школі в Нью-Йорку.

## Кар'єра
Першу професійну театральну роль виконав незабаром після закінчення школи, він зіграв Алана Стренга в постановці «Equus» в Сент-Полі, Міннесота.
На початку кар'єри зіграв у «Sing Me Through an Open Window» та у постановці «Юлія Цезаря» Вільяма Шекспіра. Серед телеролей участь у «Молодих вершниках», «Цілком таємно» (Юджин Віктор Тумс), «Космос: Далекі закутки» (Елрое-Ел), «Тисячоліття» (Омега), «Загублені» (Горас Гудспід), «Дороговказівне світло» (Себастьян Галс), «Закон і порядок: Спеціальний корпус» (серійний вбивця Гамфрі Бекер) і «24» (терорист Даврос).
У кіно почав зніматися наприкінці 1980-х років, з'явившись у ролі Спроулза в драмі 1988 року «Свіжі коні» й Обі Джеймсона в екранізації «Шоколадної війни» 1988 року. Про його гру у фільмі «Свіжі коні» один критик зауважив, що він «підіймав [фільм] на плечі у своїх сценах». У 1990-х роках знявся в таких фільмах, як «Газонокосар» (1992), «Час вбивати» (1996), «Повітряна тюрма» (1997), «Бетмен і Робін» (1997), «Зелена миля» (1999). Серед його пізніших ролей другого плану «Шафт» (2000), «Наживка» (2000), «Я — Сем» (2001), «Море Солтона» (2002) і «Будинок на Турецькій вулиці» (2002).
У фільмах 2000-х років зіграв Джеймса «Луні Бін Джима» Руссотті у «Карателі: Територія війни», а також виконав телевізійну роль Горація Гудспіда у «Загублених». Зіграв головну роль у фільмі «Відправ їх у пекло, Малоун» (2009). У жовтні 2008 року виробнича компанія Гатчісона, Dark Water, дебютувала з вебсеріалом «Вбивці вампірів», у якому чотири мисливці на вампірів борються з більш ніж 500 000 вампірами в Лос-Анджелесі.

## Особисте життя
20 травня 2011 року одружився втретє з Кортні Стодден у Лас-Вегасі. Вони познайомилися на курсі акторської майстерності, який викладав Гатчісон. Їхні стосунки викликали суперечки та критику, оскільки на момент одруження Стодден було 16 років, а Гатчісону — 51. За словами Гатчісона, агент звільнився, сім'я зреклася його, він отримував погрози вбивства і на нього навісили ярлик педофіла через шлюб. Гатчісон мав кількох захисників: мати Стодден, Кріста Келлер, яка хвалила його за доброту та любов, яку виявляв до її доньки, і доктор Дженн Берман, терапевт, яка працювала з парою під час їхньої участі в «Парній терапії».
У жовтні 2012 року пара з'явилася у другому сезоні телевізійного реаліті-серіалу VH1 «Парна терапія», у якому знамениті пари отримують консультації щодо проблем у стосунках. За словами Стодден, вони взяли участь, щоб розв'язати проблеми, які виникли в шлюбі через різницю у віці. 1 листопада 2013 року ЗМІ повідомили, що пара розлучається через два з половиною роки шлюбу. У серпні 2014 року пара оголосила про своє возз'єднання.
У травні 2016 року стало відомо, що пара чекає первістка. У липні 2016 року, приблизно на третьому місяці вагітності, у Стодден стався викидень. 20 травня 2016 року пара відсвяткувала п'яту річницю весілля.
У січні 2017 року повідомлялося, що пара розлучилася, але вони все ще жили разом. У березні 2018 року Стодден подала на розлучення, яке завершилося у березні 2020 року.
8 квітня 2018 року Гатчісон оголосив через YouTube-канал Erick & Deer the Goat, що повернувся до Детройта, щоб знайти Еріка Брауна, мандрівника з лікувальною козою, щоб поширювати мир, і він повністю підтримує ініціативу Брауна, Фонд Rock Club.

### Грумінг
2021 року Стодден публічно заявила, що її шлюб був результатом грумінга з боку Гатчісона, який для знайомства звернувся до неї електронною поштою. Гатчісон заявив в інтерв'ю 2011 року, що Стодден першою зв'язався з ним електронною поштою під іменем своєї матері, що і підтвердила сама Кортні тоді.

## Фільмографія
| Рік       |    | Українська назва                    | Оригінальна назва                 | Роль                 |
| --------- | -- | ----------------------------------- | --------------------------------- | -------------------- |
| 1988      | ф  | Свіжі коні                          | Fresh Horses                      | Спроулз              |
| 1988      | ф  | Шоколадна війна                     | The Chocolate War                 | Обі Джеймсон         |
| 1990      | с  | Молоді вершники                     | The Young Riders                  | Денні                |
| 1992      | ф  | Газонокосар                         | The Lawnmower Man                 | охоронець            |
| 1993—1994 | с  | Цілком таємно                       | The X-Files                       | Юджин Віктор Тумс    |
| 1994      | с  | Нас пʼятеро                         | Party of Five                     | Лорен                |
| 1995      | с  | Космос: Далекі закутки              | Space: Above and Beyond           | Елрой-Ел             |
| 1996      | ф  | Час вбивати                         | A Time to Kill                    | Джеймс Луїс Вілліард |
| 1996      | ф  | Реальна любов                       | Love Always                       | Джеймс               |
| 1997      | ф  | Повітряна тюрма                     | Con Air                           | Дональд              |
| 1997      | ф  | Бетмен і Робін                      | Batman & Robin                    | лідер банди          |
| 1997      | с  | Тисячоліття                         | Millennium                        | чоловік              |
| 1999      | ф  | Зелена миля                         | The Green Mile                    | Персі Ветмор         |
| 2000      | ф  | Шафт                                | Shaft                             | стюард               |
| 2000      | ф  | Наживка                             | Bait                              | Бристоль             |
| 2001      | ф  | Я — Сем                             | I Am Sam                          | Іфті                 |
| 2001      | с  | Практика                            | The Practice                      | Джекі Кагілл         |
| 2002      | с  | CSI: Місце злочину                  | CSI: Crime Scene Investigation    | Найджел Крейн        |
| 2002—2003 | с  | Джон Доу                            | John Doe                          | Ленні Песко          |
| 2002      | ф  | Море Солтона                        | The Salton Sea                    | Гас Морган           |
| 2002      | ф  | Будинок на Турецькій вулиці         | No Good Deed                      | Гуп                  |
| 2004      | с  | CSI: Місце злочину Маямі            | CSI: Miami                        | Дейл Стал            |
| 2004      | с  | Закон і порядок: Спеціальний корпус | Law & Order: Special Victims Unit | Гамфрі Бейкер        |
| 2004—2005 | с  | Дороговказне світло                 | Guiding Light                     | Себастьян Галк       |
| 2006—2007 | с  | Викрадений                          | Kidnapped                         | Джеймс               |
| 2007—2009 | с  | Загублені                           | Lost                              | Горас Гудспід        |
| 2007      | ф  | Мула                                | Moola                             | Монтгомері           |
| 2008      | ф  | Закопані                            | The Burrowers                     | Генрі Віктор         |
| 2008      | ф  | Каратель: Територія війни           | Punisher: War Zone                | Луні Бін Джим        |
| 2008      | ф  | Дні гніву                           | Days of Wrath                     | Вадим                |
| 2009      | ф  | Відправ їх у пекло, Малоун          | Give 'em Hell, Malone             | Сірник               |
| 2010      | с  | 24                                  | 24                                | Даврос               |
| 2011      | с  | Теорія брехні                       | Lie to Me                         | Лейн Бредлі          |
| 2015      | с  | CSI: Місце злочину                  | CSI: Crime Scene Investigation    | Далтон Беттон        |
| 2018      | вг | Far Cry 5                           | Far Cry 5                         | Камерон Берк         |
| 2019      | с  | Я — зомбі                           | iZombie                           | Гол                  |
| 2020      | ф  | Свято на Гоуп-стріт                 | Hope for the Holidays             | сержант Баббіт       |